# Миле Исаковић
Миле Исаковић (Шабац, 17. јануар 1958) бивши је рукометаш, репрезентативац Југославије и освајач златне Олимпијске медаље за Југославију. Играо је на позицији левог крила. Као репрезентативац Југославије забележио је 190 наступа и 734 гола.
Био је један од најбржих људи у свим спортовима с лоптом.
Као омладинац, био је првак Србије у скоку увис.
Био је кандидат за градоначелника на локалним изборима у Шапцу, 2004. године, као адут Покрета „Снага Србије“.
Живи у Паризу (Француској) и ради као тренер РК Кретеја (у јулу 2006. године потписао је професионални уговор на две године).

## Олимпијске игре
Учествовао је на две олимпијаде. Године 1980. на Олимпијским играма у Москви, рукометна репрезентација Југославије заузела је шесто место, а Исаковић је играо на пет мечева и постигао 13 голова. Године 1984. на Олимпијским играма у Лос Анђелесу југословенска рукометна екипа освојила је златну медаљу. Миле Исаковић играо је на свих шест утакмица и постигао 39 голова.
Олимпијски скор Мила Исаковића вероватно би био још сјајнији да рукометна репрезентација Југославије, због санкција Уједињених нација на спорт (према тадашњој СР Југославији), није била је ускраћена за учешће на Олимпијским играма 1992. године у Барселони (Шпанија) и на Олимпијским играма 1996. године у Атланти (Џорџија, САД).

## Светска првенства
Миле Исаковић освојио је 1986. године као лево крило рукометне репрезентације Југославије златну медаљу на Светском првенству у Цириху (Швајцарска).

## Рукометни клубови
Миле Исаковић био је члан рукометних клубова:
- РК Металопластика (Шабац),  Србија
- РК Кретеј (Париз),  Француска
- РК Витрол (Марсељ),  Француска

Остаће упамћен као најбољи стрелац Металопластике свих времена са 1.658 постигнутих голова. Играјући за Металопластиком, пет пута је био шампион Југославије: 1980, 1983, 1984, 1985. и 1986. године, четири национална купа и освајач Купа европских шампиона 1985. и 1986. године у рукомету. Бранећи боје париског РК Кретеја, окитио се ловором и Купом, а са марсељским је Витролом као тренер освојио два купа Француске и два првенства те Куп купова.

## Функције у Рукометном савезу
У октобру 2002. године Миле Исаковић постао је председник Скупштине Рукометног савеза Југославије и упоредо, селектор женске рукометне репрезентације.

## Занимљивости
Миле Исаковић је измислио један од најлепших и најпопуларнијих потеза у рукомету, тзв. „шараф/кокицу".